# Большая экскурсия
Больша́я экску́рсия (болг. Голямата екскурзия) — распространённое ироническое название добровольного или принудительного выселения болгарских мусульман летом 1989 года, в результате которого около 360 тыс. болгарских граждан эмигрировали в Турцию. Причиной считается заявление 29 мая 1989 года председателя госсовета Тодора Живкова, переданное по радио и телевидению, в котором болгарские власти призвали Турцию открыть границы для всех желающих покинуть страну. 3 июня Турция открыла границы.

## Ход
Пропаганда, слухи, взаимные уговоры и принуждение заставляли болгарских мусульман массово переселяться. В болгарском обществе царили национализм и ксенофобия.
До 21 августа 1989 года, когда Турция закрыла границы, около 360 тыс. человек успели эмигрировать, а после отставки Живкова и до истечения трёхмесячных виз 40 тыс. вернулись в Болгарию. До конца 1990 года вернулись порядка 150 тыс. переселенцев.